# Pneumocyt

Průdušinky jsou na tomto obrázku zakončené třemi plicními váčky, jejichž stěna je hroznovitě vyklenuta plicními sklípky; právě plicní sklípky (na obrázku „alveoli“) se skládají z pneumocytů

Pneumocyt je souhrnné označení pro několik typů plicních buněk. Název je odvozen z řeckého „pneumo-“ (πνεύμων, česky „plíce“). Pneumocyty se podílejí na stavbě plicních sklípků (alveol). Přímo nebo nepřímo zajišťují přenos plynů (kyslíku a oxidu uhličitého) mezi vzduchem v plicích a krví.

## Typy pneumocytů
Jako pneumocyt se označují především dva odlišné buněčné typy:

### Pneumocyt I. typu
Tato buňka označovaná také jako membranózní pneumocyt nebo skvamózní alveolární buňka je extrémně tenká epiteliální buňka, která lemuje vnitřní povrch plicních sklípků. Všechny běžné organely (endoplazmatické retikulum, Golgiho aparát a mitochondrie) jsou nahloučeny kolem jádra. Zde dosahuje pneumocyt tloušťky 4–6 μm. Od jádra pak vycházejí ztenčující se výběžky, které bývají 10–15 μm dlouhé a místy jsou jen 25 nanometrů tlusté. Výběžky obsahují pouze četné pinocytotické váčky. Buňky jsou napevno spojné pomocí dezmozomů a těsných spojů.
Výběžky pneumocytů I. typu tvoří součást tzv. alveolokapilární membrány – soustavy, která zajišťuje difuzi (průchod) kyslíku z vnitřku sklípků do krve a naopak odvod oxidu uhličitého z krve do plic a odtud výdechem z organismu.
Pneumocyty I. typu tvoří asi 96 % povrchu plicních sklípků, ale představují jen asi 40 % buněk plicních sklípků.

### Pneumocyt II. typu
Tento pneumocyt (také granulární pneumocyt nebo velká alveolární buňka) je rozměrově menší buňka, která vyplňuje prostory mezi pneumocyty I. typu, a tvoří s nimi i stejné buněčné spoje. Má kuboidální (tj. přibližně krychlový) tvar. Vyskytuje se často v malých shlucích, zejména v místech, kde spolu hraničí plicní sklípky. Tvoří pouze asi 4% povrchu plicních sklípků, ale představuje až 60% z počtu buněk plicních sklípků.
V těchto buňkách se nachází cytoplazma bohatá na váčky, které obsahují plicní surfaktant – látku, která snižuje povrchového napětí v plicních sklípcích. Obsah těchto váčků je vylučován na vnitřní povrch sklípků, kde se rozprostře a podílí se na průniku kyslíku z plicních váčků do krve a odvádění oxidu uhličitého z krve do vydechovaného vzduchu.
Surfaktant obsahuje fosfolipidy, glykosaminoglykany a bílkoviny.
Pneumocyty II. typu mají stejný původ jako pneumocyty I. typu (jsou to tedy epiteliární buňky na bazální membráně). Proto mohou nahrazovat pneumocyty I. typu, pokud se tyto buňky nějakým patologickým způsobem poškodí a zaniknou. Pneumocyty II. typu se v těchto případech začnou mitoticky dělit a tyto dceřiné buňky se mohou změnit v pneumocyty I. typu.

### Pneumocyt III. typu
Existují ještě pneumocyty III. typu. Jejich funkce není zcela objasněná – pravděpodobně zde slouží jako receptory.